# ピート・ベスト
ランドルフ・ピーター・ベスト（英語: Randolph Peter Best、1941年11月24日 - ）はイギリスのドラマー。メジャーデビューする直前までビートルズ・メンバーだったので「5人目のビートルズ」と呼ばれている。

## 経歴
1941年11月24日、イギリス領インド帝国マドラスにて、軍人である父親のジョン・ベスト二世と赤十字社で医師を志していた母親のモナ・ベストの間に長男として生まれる。4歳の時に第二次世界大戦が終わり、イギリスの植民地支配が終焉に向かったため、ベスト家は帰国してマージーサイド州リヴァプールに住んだ。11-プラス試験に合格し、リヴァプール・カレッジエイト・スクールに進学。父はボクシングの興行主となる。

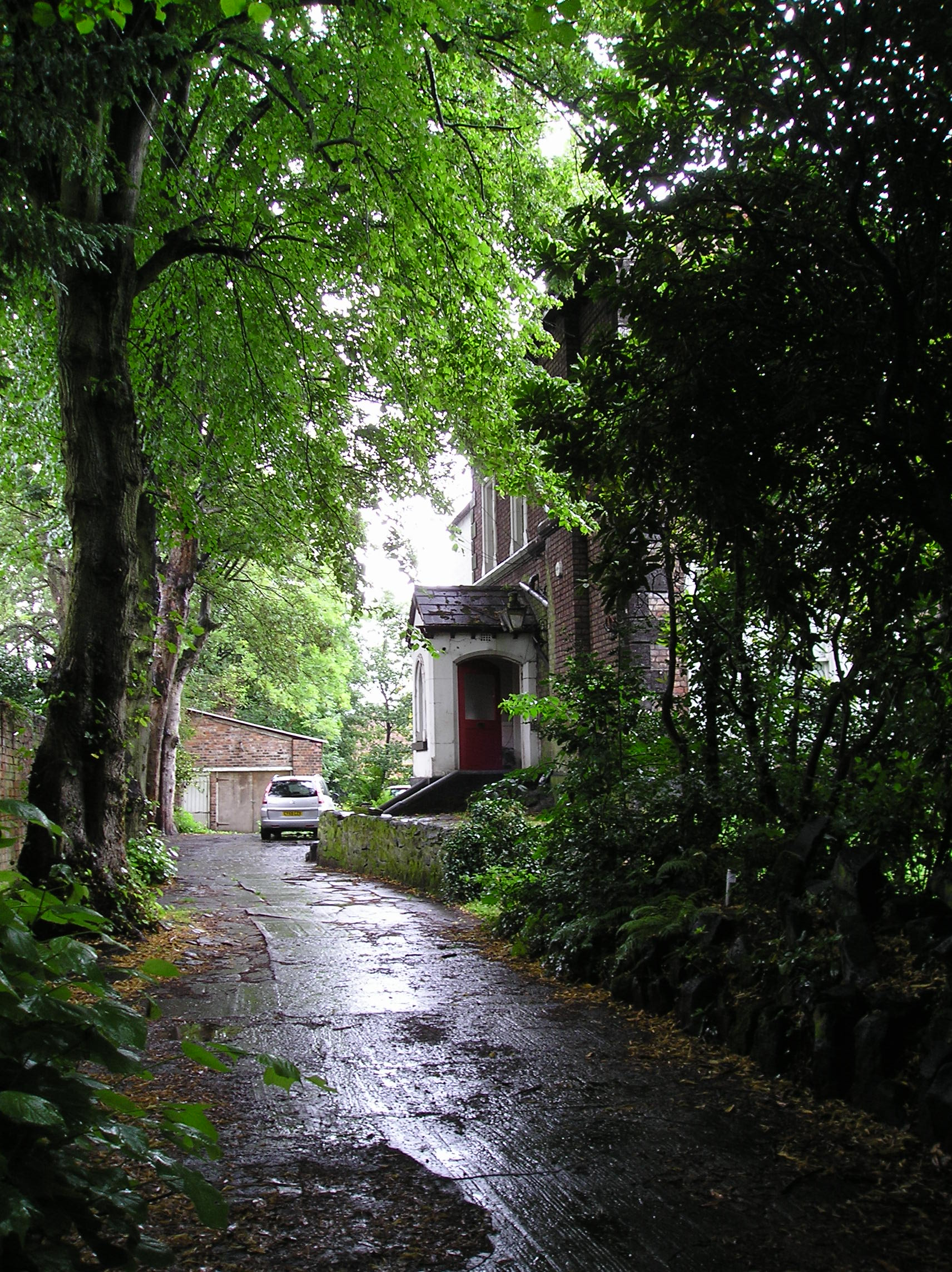
カスバ・コーヒー・クラブ

母モナが1954年のダービーでネヴァーセイダイの大穴馬券を当て、その賞金でリヴァプール郊外に屋敷を購入した。モナは屋敷を改装し、1957年に地下室でコーヒーバー「カスバ・コーヒー・クラブ」を開店。これを契機にベストはドラムセットを購入する。開店を記念してカスバで演奏したバンドのひとつがビートルズの前身であるクオリーメンで、そのメンバーだったジョン・レノン、ポール・マッカートニー、ジョージ・ハリスン、スチュアート・サトクリフとはこの時に知り合ったと伝えられている。
1960年8月、カレッジエイトを卒業した直後、ベストは西ドイツハンブルクでの公演のためドラマーを必要としていたビートルズに加入。1962年8月に解雇されるまで在籍する。その直後、同じくリヴァプールの地元バンドのリー・カーティス・アンド・ザ・ディトゥアーに加入。このバンドは後にリー・カーティス・アンド・ジ・オールスターズと改名し、デッカ・レコードでシングルデビューしている。
1963年6月、ベスト自身がリーダーとなってオリジナル・オールスターズを結成。その後ピート・ベスト・アンド・ジ・オールスターズと改名し、1964年4月、デッカ・レコードと契約。レコード会社の要請でピート・ベスト・フォーと改名。1965年、アメリカ公演旅行の直前にメンバーの1人が脱退したためピート・ベスト・コンボと改名している。
1967年、芸能界から事実上引退した。1年間、パン工場で勤務した後、市役所の職員に採用され、職業安定所で勤務した。
1988年、ピート・ベスト・バンドを結成。職業安定所の民営化につき早期退職し、以降はバンドに専念する。
2025年4月、音楽活動からの引退を発表した。

## 人物

### 人柄
カレッジエイト時代の成績は優秀で、ラグビー部では主将を務めていた。また、整った風貌で女子からの人気が高かった。ビートルズ在籍時も女性に1番人気があったとされ、地元の音楽誌での扱いもメンバーの中で1番大きかった。頭脳明晰で温厚だが、ビートルズのメンバーで唯一マッシュルームカットを受け入れず、最後までリーゼントで通している事などから、やや協調性に欠ける性格だったのではないかと言われている。

### 幻のビートルズ・メンバー

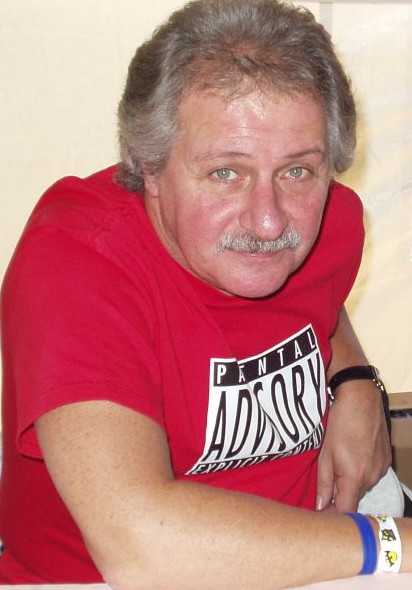
近年のピート・ベスト

ビートルズの無名時代を知る人物であり、また下積み時代にメンバーと共に切磋琢磨し、地元の人気バンドに押し上げた功労者だが、レコードデビューを目前にして突然ビートルズを脱退した（実態は解雇）。
ビートルズはデビュー曲「ラヴ・ミー・ドゥ」の録音にまでこぎ着けたが、その頃にはベストが度々ギグを欠席するようになっていたことや、録音するだけの技量が伴っていなかったためにプロデューサーのジョージ・マーティンがドラマーの交代を提案、レノン、マッカートニー、ハリスンの同意を取り付けたとされる。3人と溶け込んでいなかったことも影響し、ベストはデビュー直前でグループを解雇された。
その後、ハンブルクで共演経験のあったロリー・ストーム&ザ・ハリケーンズのドラマーであるリンゴ・スターが採用された。ただし、スターの加入は録音直前であった事と、この加入がメンバー主導で進められておりマーティンの与り知るところではなかったため、すでにマーティンはセッション・ドラマーのアンディ・ホワイトを手配していた。結局、ホワイトが参加したテイクが公式に｢ラヴ・ミー・ドゥ｣として発売された。
しかし解雇の原因・理由については未だ不明な点が多く、現在まで様々な憶測を呼んでおり、諸説がある。ビートルズのメンバー側の発言と、ベストの発言はそれぞれ以下の通りである。

#### ジョン・レノンの発言
「全く罪のない奴だったけど鋭さがなかった。他のみんなは頭の回転が早かったけどピートは俺たちにどうしてもついてこられなかった。そもそもハンブルクへ行く時にドラマーがいなくて、とりあえず入れただけだ。ルックスが良くて女の子にもてたから、まともにドラムが出来なくても構わなかった、ちゃんとしたドラマーが見つかったら降りてもらうつもりだったのさ」

#### ポール・マッカートニーの発言
「性格の問題だった。プレイヤーとしてもあまり良くなかったし、僕と違ってピートはまともな奴だったからね」

#### ジョージ・ハリスンの発言
「ピートはギグが終わると、一人で出かけて僕らとつるもうとしなかった。ギグもよく休むし、そんな時リンゴに代役を頼んでた。リンゴがドラムを叩くたびに、「これだ!」と思ってたから、僕が「リンゴを正式なメンバーにしよう」とジョンとポールに働きかけた」

#### ピートの発言
テレビ番組でのベストの証言によれば、彼が自身の解雇話を聞いてスタジオに向かったところ、顔面を腫らし鼻血を出したスターと、膨れっ面のハリスンに出会ったと言う。スターはピート解雇の理不尽に怒って抗議し、関係者に鉄拳制裁を受けたらしい。

#### 結果
依然として関係者たちの主張は平行線を辿っており、噛み合わない点が多い。
この一件はベストにとっても、ビートルズにとってもその後の運命を大きく左右する出来事だった。結果的にスターがすぐに人気者となって収束したものの、残ったメンバーはベストのファンたちからひどく非難され、ハリスンが殴打される事件も発生している。
ハリスンは、ベスト在籍中にスターの自宅を訪ね、勧誘を試みた（ただし、この時スターは留守だった）。ハリスンは「ピートを辞めさせたのは僕にかなりの責任がある。リンゴを正式なメンバーに入れようとジョンとポールに働きかけたから、2人もそういう考えに傾いていったんだ」と述べている。この発言によれば、メンバーの中で最もベストの脱退を望んでいたのはハリスンということになる。一方でベストを解雇させたことを最も後悔し、彼を心配していたのもハリスンである。実際に「ベストには本当に気の毒な事をしたよ。彼ももっと上達するかもしれなかった。だけど、リンゴがビートルズのメンバーになるのは最初から決まってたようなものなんだ」と発言している。晩年には「僕はビートルズ時代にピートに何もしてあげられなかった。せめて、また彼と会ってベストに当時の事を謝りたかったんだ」とも語っている。
マッカートニーは「マーティンに「ドラマーを替える気はないか？」とはじめに言われたときは「そんな事は出来ない」と断った。でも、俺たちのキャリアがかかってるし、契約がダメになるかもしれない。だからベストを捨てた。プロとしての決断をしたんだ」と語っている。
レノンはマッカートニーとベストの相性が良くなかったと認めた上で、「いつのまにか、ポールがベストに嫉妬して追い出したなんてくだらない話が出来上がっていた」と語っている。
前述の通り、マーティンが技量の劣ったベストを辞めさせたということが定説になってしまったが、マーティンは自著『耳こそすべて（All You Need is Ears）』の中で自身は解雇には関与していないと明言している。
真相はいかにせよ、レノン、マッカートニー、ハリスンはベストを必要としておらず、またベストもその事実を受け入れたのである。
エプスタインは他のメンバーを通じてベストを解雇しようとした。しかしレノンに咎められ、自身が担当する事となる。エプスタインはEMIパーロフォンの事務所にベストを呼び出して決定事項を伝え、1962年8月15日夜のキャヴァーン・クラブ公演を以てビートルズからベストを解雇した。この経緯について、3人は後年「卑怯なやり方だった」と発言している。
2020年に、1962年当時ビートルズのブッキング・マネージャーをしていたジョー・フラネリーにエプスタインが送った手紙が発掘された。その中でエプスタインは、ベストが次のバンド（ジ・オール・スターズ）を始動させたことに際し「彼のグループの引き続きの成功を心から願っている」と書いていた。これは、「ベストが外れた時にみんながバツが悪いと感じていた記録」である。

## 近年
時折ビートルズのトリビュートバンドを結成し、日本公演も行っている。また、ベストの「ラヴ・ミー・ドゥ」及びメジャーデビュー前の演奏音源、計10曲が『ザ・ビートルズ・アンソロジー1』に収録された。
ベストは「僕は長年の間にジョージともう一度会って話し合いたいと思っていたんだ」と語り、1998年にリヴァプールのとあるカフェで晩年のジョージと念願の再会を果たし愉しく語り合ったという逸話が巷に広まったこともあったが、これはベスト自身が「きのうも同じことを聞かれた。ジョージが亡くなった翌日にシカゴでメモリアル・コンサートがあり、そこでジョージの思い出の話をしただけだよ。62年以降、ビートルズの誰にも会っていないんだ」とはっきり否定している。
さらにベスト自身は「僕はジョンとポール、またはマネージャーのエプスタインに関してはいい思い出はまったくない。ただし、ジョージだけは違う。彼は控え目でナイーブでナイスガイなんだ。彼は失意に陥った僕を密かに慰めてくれ、僕に元気を与えて、将来の夢を語り合ったんだ。僕にとってジョージこそビートルズの真のメンバーだと思っていたんだよ」と述べている。また、ベストとの再会こそ実現しなかったが、ハリスンも上記の発言にあるように「僕は当時のジョンとポールまたはエプスタインのことを考えると、ピートに何もしてやれなかった。そのことが大変申し訳なく、いつまでも自分の心に引き摺っていた。長年の間に再びピートに会って当時のことをいつか謝りたいと思っていたんだ」とも述べていた。
3年後の2001年、ハリスンは肺癌や脳腫瘍により死去。ベストはその訃報に落涙した。その後は黙祷し「僕のビートルズ時代の親友が亡くなった…1人の親友が亡くなったのはとても悲しいことさ。さようならジョージ…今までありがとう。君のことはいつまでも忘れないよ。そして君のために僕も最後までミュージシャンとして全力でみんなのために演奏するよ」と語ったという。
1995年の『ザ・ビートルズ・アンソロジー』発売時、マッカートニーはベストに直接電話して、ベストが演奏した収録曲10曲の印税約800万ポンドの支払いを提案し、ベストの承諾を得た。これが、解雇以来ビートルズの元メンバーとベストが交わした初めての会話だった。
近年、ベストはビートルズが使用したアビー・ロード・スタジオを訪れている。
2023年、ビートルズ「最後の新曲」と銘打たれた「ナウ・アンド・ゼン」のミュージック・ビデオには、ベストの兄弟であるローグ・ベストが所有していた未公開映像が使用されている。これは1962年2月の公演を収めた1分ほどの（MVでは6秒間使用）映像で、現存する最古の、そしてベストがメンバーだった時代の唯一の映像である。これはベストを通じて監督のピーター・ジャクソンに提供された。